# Чундоков Ібрагім Саїдович
Ібрагім Саїдович Чундоков (12 липня 1906, аул Тугургой, тепер Теучезького району, Адигея, Російська Федерація — ?) — радянський державний діяч, 1-й секретар Адигейського обласного комітету КПРС, голова Адигейського облвиконкому. Депутат Верховної ради СРСР 4—5-го скликань.

## Життєпис
Народився в селянській родині.
Закінчив Всесоюзний інститут олійно-жирової промисловості в місті Краснодарі.
Після закінчення інституту працював головним інженером, директор олійного заводу в Кабардино-Балкарській АРСР.
Член ВКП(б) з 1938 року.
З 1940 року — заступник народного комісара (з 1946 року — міністра) харчової промисловості Кабардино-Балкарської АРСР (Кабардинської АРСР).
До вересня 1952 року — заступник голови виконавчого комітету Адигейської обласної ради депутатів трудящих.
У вересні 1952 — квітні 1954 року — голова виконавчого комітету Адигейської обласної ради депутатів трудящих.
8 лютого 1954 — 24 березня 1960 року — 1-й секретар Адигейського обласного комітету КПРС.
У беезні 1960 — грудні 1962 року — заступник голови виконавчого комітету Краснодарської крайової ради депутатів трудящих.
З грудня 1964 року — секретар Краснодарського крайового комітету КПРС.
Подальша доля невідома.

## Нагороди
- орден Леніна (1957)
- медаль «За трудову доблесть»
- медалі